# Кінцевий діастолічний об’єм
Кінцевий діастолічний об’єм (КДО) — це об’єм крові, який накопичується в шлуночку серця (правому або лівому) наприкінці діастоли, тобто перед початком скорочення (систоли). Цей показник є ключовим для оцінки наповнення серця та пов’язаний із силою наступного скорочення міокарда, згідно з законом Франка–Старлінга. КДО використовується для діагностичної оцінки переднавантаження серця та функціонального стану шлуночків. 

### Тлумачення
У фізіології серцево-судинної системи, кінцевий діастолічний об’єм (КДО) – це об’єм крові в правому та/або лівому шлуночках у фазі діастоли, тобто наприкінці заповнення шлуночків кров’ю, чи кількість крові в шлуночках безпосередньо перед систолою. 
Іншими словами, це об’єм шлуночка наприкінці діастоли. Серцеве скорочення пов’язане з цим об’ємом, фактично відповідає закону закону Франка-Старлінга, чим більше цей об’єм, тим дужче розтягуються кардіоміоцити, забезпечуючи більшу силу скорочення під час систоли.
Кінцевий діастолічний об’єм становить приблизно 110-120 мл, натомість під час систоли, спорожнення як правого так і лівого шлуночка, викликає зменшення цього об’єму приблизно на 70 мл (це середні значення, які залежать від статі, віку та маси тіла). Цей об’єм називається ударним об’ємом, а частина кінцевого діастолічного об’єму, що викидається, називається фракцією викиду, яка має перевищувати 50%, щоб вважатися нормальною. Об’єм крові, що залишився в кожному шлуночку, називається кінцевим систолічним об’ємом (КСО). 
Лікарі використовують кінцевий діастолічний об’єм, щоб оцінити об’єм попереднього наповнення серця (прелоад).